# Буйчешть (Олт)
Буйчешть, Буйчешті (рум. Buicești) — село у повіті Олт в Румунії. Входить до складу комуни Прісяка.
Село розташоване на відстані 132 км на захід від Бухареста, 8 км на північний схід від Слатіни, 52 км на схід від Крайови.

## Населення
За даними перепису населення 2002 року у селі проживали 479 осіб, усі — румуни. Усі жителі села рідною мовою назвали румунську.